# (16851) 1997 YU1
(16851) 1997 YU1 est un astéroïde aréocroiseur découvert en 1997.

## Description
(16851) 1997 YU1 a été découvert le 21 décembre 1997 à la station de Xinglong, dans la province chinoise du Hebei (Chine), par le Beijing Schmidt CCD Asteroid Program.

### Caractéristiques orbitales
L'orbite de cet astéroïde est caractérisée par un demi-grand axe de 2,29 UA, un périhélie de 1,45 UA, une excentricité de 0,37 et une inclinaison de 20,78° par rapport à l'écliptique. Du fait de ces caractéristiques, à savoir un demi-grand axe inférieur à 3,2 UA et un périhélie compris entre 1,3 et 1,666 UA, il croise l'orbite de Mars et est classé, selon la JPL Small-Body Database, comme astéroïde aréocroiseur (aréo venant de Arès).

### Caractéristiques physiques
(16851) 1997 YU1 a une magnitude absolue (H) de 15,3 et un albédo estimé à 0,177.